# 略朗莱贝济耶
略朗莱贝济耶（法語：Lieuran-lès-Béziers，法語發音：[ljøʁɑ̃ lɛ bezje]，意为“贝济耶附近的略朗”）是法国埃罗省的一个市镇，属于贝济耶区。

## 地理
略朗莱贝济耶（43°25'6"N, 3°14'14"E）面积8.51 平方千米，位于法国奧克西塔尼大區埃罗省，该省份为法国南部沿海省份，南濒地中海，西南接奥德省，西北接塔恩省和阿韦龙省，东北与加尔省接壤。
与略朗莱贝济耶接壤的市镇（或旧市镇、城区）包括：巴桑、貝濟耶、科尔内扬、埃斯蓬代扬、皮米松、皮萨利孔。

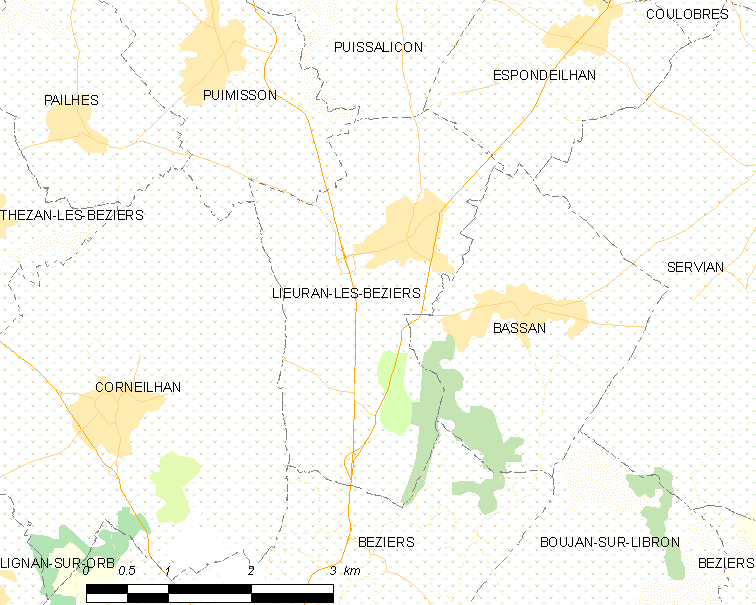
略朗莱贝济耶的OSM定位图

略朗莱贝济耶的时区为UTC+01:00、UTC+02:00（夏令时）。

## 行政
略朗莱贝济耶的邮政编码为34290，INSEE市镇编码为34139。

## 政治
略朗莱贝济耶所属的省级选区为贝济耶第三县。

## 人口

1962-2008年间略朗莱贝济耶人口变化图示

略朗莱贝济耶于2022年1月1日时的人口数量为1483人。